# Angelika Mlinar
Angelika Rosa Mlinar (ur. 29 czerwca 1970 w Altendorfie w Karyntii) – austriacka i słoweńska polityk oraz prawniczka, działaczka mniejszości narodowej Słoweńców karynckich, przewodnicząca Forum Liberalnego, posłanka krajowa w Austrii, deputowana do Parlamentu Europejskiego VIII kadencji z Austrii, w latach 2019–2020 minister w słoweńskim rządzie.

## Życiorys
Urodziła się w rodzinie Słoweńców karynckich. Z wykształcenia prawniczka, studia ukończyła na Uniwersytecie w Salzburgu, na tej uczelni uzyskała również doktorat. Studiowała także na prywatnym American University w Waszyngtonie. Pracowała m.in. jako menedżer projektów w Przedstawicielstwie Komisji Europejskiej w Słowenii. W 2007 zajęła się prowadzeniem własnej działalności gospodarczej. Od maja 2009 do czerwca 2010 była sekretarzem generalnym Rady Słoweńców Karynckich.
Zaangażowała się w działalność Forum Liberalnego, była m.in. asystentką europosła Friedhelma Frischenschlagera. W 2009 została wybrana na stanowisko przewodniczącego tej partii. W 2013 jej ugrupowanie podjęło współpracę z partią NEOS – Nowa Austria. W wyborach w tym samym roku formacja ta uzyskała około 4,9% głosów, co przełożyło się na 9 mandatów w Radzie Narodowej, z których jeden przypadł Angelice Mlinar. W 2014 po przyłączeniu się forum do partii NEOS została jej wiceprzewodniczącą, w tym samym roku z ramienia tego ugrupowania została wybrana do Europarlamentu VIII kadencji.
W 2019 kandydowała bez powodzenia do PE w Słowenii jako liderka listy Partii Alenki Bratušek. W grudniu 2019 z rekomendacji tego ugrupowania dołączyła do rządu Marjana Šarca jako minister bez teki do spraw rozwoju, projektów strategicznych i spójności. Zakończyła urzędowanie wraz z całym gabinetem w marcu 2020.